# Čierna Lehota
Čierna Lehota es un municipio del distrito de Rožňava en la región de Košice, Eslovaquia, con una población estimada a final del año 2024 de 567 habitantes.
Se encuentra ubicado al oeste de la región, en la cuenca hidrográfica del río Hernád, y cerca de la frontera con la región de Banská Bystrica y Hungría.

## Demografía
| Año        | 1994 | 2004    | 2014     | 2024     |
| ---------- | ---- | ------- | -------- | -------- |
| Población  | 620  | 582     | 662      | 567      |
| Diferencia |      | −6,12 % | +13,74 % | −14,35 % |

| Año        | 2023 | 2024    |
| ---------- | ---- | ------- |
| Población  | 579  | 567     |
| Diferencia |      | −2,07 % |